# テリハトキ
テリハトキ（学名:Bostrychia olivacea）は、ペリカン目トキ科に分類される鳥類の一種である。別名オリーブトキ。

## 分布
アフリカ中部（シエラレオネからコンゴおよびケニアまで）と、サントメ・プリンシペに分布する。

## 形態
体長65-75cm。頭部は褐色で淡色の縦斑があり、後頭部に紫色光沢をおびた冠羽がある。肩羽、腰と体の下面は暗褐色に緑色の光沢がある。翼の上面は光沢のある緑色。顔の皮膚の裸出部は青黒色。嘴と脚は暗赤色である。
幼鳥は、成鳥に比べて体色に光沢がなく、冠羽は短い。

## 生態
山地の森林に生息し、森林内の沼地や湿地を餌場としている。
昆虫類・両生類・ミミズなどを捕食する。また、植物質のもの（種子など）も少し食べる。
巣は崖や樹上に作られ、1腹3個の卵を産む。